# Félix Ruiz
Félix Ruiz Gabari (ur. 11 lipca 1940 w Olite, zm. 11 lutego 1993 w Madrycie) – hiszpański piłkarz grający na pozycji pomocnika.

## Kariera klubowa
Karierę piłkarską Félix Ruiz rozpoczął w pierwszoligowym CA Osasuna w 1957. Z Osasuną spadł z Primera División w 1960. Po tym spadku przeszedł do Realu Madryt. Z Realem sześciokrotnie zdobył mistrzostwo Hiszpanii w 1962, 1963, 1964, 1965, 1967, 1968, Puchar Króla w 1962 oraz Puchar Europy w 1966. Ogółem w latach 1957–1969 Félix Ruiz rozegrał w lidze hiszapńskiej 148 spotkań, w których strzelił 46 bramek. Karierę zakończył w prowincjonalnym klubie Toluca Santander w 1971.

## Kariera reprezentacyjna
W reprezentacji Hiszpanii Félix Ruiz zadebiutował 10 grudnia 1961 w zremisowanym 1-1 meczu towarzyskim z Francją w Paryżu. Był to udany debiut, gdyż Félix Ruiz w 57 min. strzelił wyrównującą bramkę. Ostatni raz w reprezentacji Félix Ruiz wystąpił 1 grudnia 1963 w przegranym 1-2 towarzyskim meczu z Belgią. W 1964 znajdował się wśród triumfatorów Euro 64. Ogółem w latach 1961–1963 Félix Ruiz rozegrał w reprezentacji 4 spotkania, w których strzelił bramkę.